# Waylon Jennings

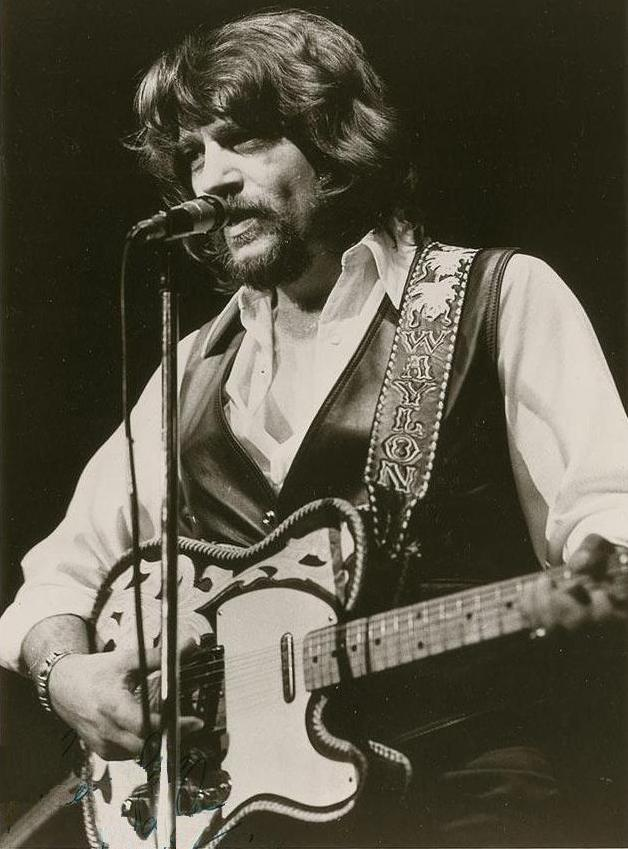
Waylon Jennings az RCA Victor reklámkártyáján

Waylon Jennings (Littlefield, Lamb megye, Texas, 1937. június 15. – Chandler, Arizona, 2002. február 13.) kétszeres Grammy-díjas amerikai énekes, dalszerző, gitáros.

## Életpályája
Jennings nyolc évesen kezdett gitározni, és 14 évesen lépett fel a KVOW rádióban. Ezután  megalakította első zenekarát, a The Texas Longhornst. Jennings 16 évesen otthagyta a középiskolát; elhatározta, hogy zenész lesz. Előadóként és DJ-ként dolgozott a KVOW-ban, a KDAV-ban, a KYTI-ben, a KLLL-ben Coolidge-ban, Arizonában és Phoenixben.
Első lemezfelvételét 1958-ban Buddy Holly szervezte meg; ezen Jennings basszusgitározott. Jennings 1959-ben lemondta utazását azon a szerencsétlenül járt repülőn, amelynek lezuhanásával Buddy Holly, J. P. "The Big Bopper" Richardson és Ritchie Valens életüket vesztették.
Jennings ezután egy rockabilly klubegyüttest alapított, The Waylors néven -t,  amely a "JD's" nevű klub házizenekara lett az arizonai Scottsdale-ben. Felvételeket készített a Trend Records és az A&M Records független kiadóknak, de sikereket nem ért el egészen addig, amíg az RCA Victorhoz nem szerződött. Megszerezte menedzsereként Neil Reshent, aki lényegesen jobb turné- és felvételi szerződéseket kötött ki. Miután megszerezte a kreatív irányítást az RCA Recordstól, kiadta a kritikusok által elismert Lonesome, On'ry and Mean és Honky Tonk Heroes albumokat, majd a Dreaming My Dreams és az Are You Ready for the Country című slágeralbumokat.
Az 1970-es években Jennings  Willie Nelsonnal, Tompall Glaserrel és Jessi Colterrel felvette a country zene első platinalemezét, Wanted! The Outlaws címen.  A Betyárok. Ezt követte az Ol' Waylon és a "Luckenbach, Texas" című slágerszám. Szerepelt az 1978-as White Mansions albumon. Feltűnt filmekben és televíziós sorozatokban, köztük a Sesame Street-ben, valamint a The Dukes of Hazzard balladereként, ő komponálta és énekelte a show főcímdalát, valamint narrációt nyújtott a show-hoz. Az 1980-as évek elején Jennings kokainfüggőséggel küszködött, ám ezen  1984-ben úrrá tudott lenni. Később Willie Nelsonnal, Kris Kristoffersonnal és Johnny Cash-sel csatlakozott a The Highwaymen nevű country supergrouphoz, amely 1985 és 1995 között három albumot adott ki. 
1997 után kevesebbet turnézott, hogy több időt tölthessen családjával. 1999 és 2001 között fellépéseit  egészségügyi problémák korlátozták. 

## Díjai, elismerései
- 2001-ben beiktatták a Country Music Hall of Fame-be.
- 2007-ben posztumusz elnyerte a Country Music Academy Cliffie Stone Pioneer díját.

## Emlékezete
Mesa (Arizona) város temetőjében nyugszik.

## Zenei műfajai
- country
- outlaw country
- rockabilly

## Lemezkiadói
- RCA Victor;
- A&M Records;
- MCA; Epic

## Diszkográfiája
| - Waylon Jennings at JD’s (1964) - Folk-Country (1966) - Leavin’ Town (1966) - Nashville Rebel (1966) - Waylon Sings of Ol’ Harlan (1967) - Love of the Common People (1967) - Hangin’ On (1968) - Only the Greatest (1968) - Jewels (1968) - Just to Satisfy You (1969) - Waylon (1970) - Don't Think Twice (1970) - Singer of Sad Songs (1970) - The Taker/Tulsa (1971) - Cedartown, Georgia (1971) - Good Hearted Woman (1972) - Ladies Love Outlaws (1972) - Lonesome, On’ry And Mean (1973) - Ruby don’t take your love to town (1973) - Honky Tonk Heroes (1973) - Waylon Jennings (1973) - This Time (1974) - The Ramblin’ Man (1974) - Dreaming My Dreams (1974) - Are You Ready for The Country (1976) | - Ol' Waylon (1977) - The Hits of Waylon Jennings (1977) - White Mansions (1978) - I’ve Always Been Crazy (1978) - What Goes Around Comes Around (1979) - Music Man (1980) - Leather and Lace (1981) - Black On Black (1982) - It’s Only Rock And Roll (1983) - Waylon And Company (1983) - Never Could Toe the Mark (1984) - Ol’ Waylon sings Ol’ Hank (1985) - Turn the Page (1985) - Sweet Mother Texas (1986) - Will the Wolf Survive (1986) - Hangin’ Tough (1987) - A Man Called Hoss (1987) - Full Circle (1988) - The Eagle (1990) - Too Dumb For New York City, Too Ugly For LA (1992) - Cowboys, Sisters, Rascals And Dirt (1993) - Waymore’s Blues (Part II) (1994) - Right for the Time (1996) - Closing in on the Fire (1998) - Goin’ Down Rockin’: The Last Recordings (2012) |

## Fordítás
Ez a szócikk részben vagy egészben  a   Waylon Jennings című angol Wikipédia-szócikk ezen változatának fordításán alapul.  Az eredeti cikk szerkesztőit annak laptörténete sorolja fel. Ez a jelzés csupán a megfogalmazás eredetét és a szerzői jogokat jelzi, nem szolgál a cikkben szereplő információk forrásmegjelöléseként.